# Кража из Гард-Мёбль
Кража из Гард-Мёбль — похищение драгоценностей из королевской сокровищницы в Париже, совершённое 10—16 сентября 1792 года. Сыграло немалую роль в политической борьбе периода Великой французской революции.

## Гард-Мёбль
Гард-Мёбль (фр. Garde-meuble — мебельный склад) — одно из двух идентичных каменных зданий, разделённых Королевской улицей и расположенных на парижской площади Согласия (до революции — площадь Людовика XV, затем площадь Революции). Было построено в 1758 году архитектором Луи-Франсуа Труаром по заказу короля Людовика XV. Использовалось для хранения королевского имущества: украшений, доспехов монархов, гобеленов и предметов обстановки, в том числе и мебели, откуда и получило своё название. В 1791 году в Гард-Мёбль была переведена сокровищница драгоценностей французской короны.

## Похищение драгоценностей
В ночь с 16 на 17 сентября 1792 года (спустя две недели после резни в парижских тюрьмах) патруль Национальной гвардии во главе с Камю, проходя мимо Гард-Мёбль, заметил, что со второго этажа здания одна группа людей бросает вниз какие-то вещи, а другая группа их подбирает. Так как патруль был малочисленный, то Камю не рискнул сам арестовать подозрительных лиц, а бросился к главному входу здания и начал будить охрану. Когда, наконец, гвардейцы Камю и охрана Гард-Мёбль вошли в помещение, где хранились сокровища, то преступники уже скрылись, оставив разбитые стёкла и взломанные шкафы.
Проведённое обследование показало, что из зафиксированных в описи сокровищ на сумму 26 миллионов ливров осталось драгоценностей только на 600 тысяч.
Среди прочего были украдены 82 восточных рубина и бриллианты: Французский голубой, «Регент», «Санси», «Зеркало Португалии», «Де Гиз». По какой-то случайности преступники не заметили «Большой сапфир Людовика XIV» (138,50 карат). Несколько камней позднее были обнаружены на берегу реки, где воры делили добычу. Некоторые камни были возвращены лицами, купившими их у преступников. Однако большинство сокровищ исчезло навсегда.

## Официальная версия
Согласно проведённому полицейскому расследованию, преступление носило чисто уголовный характер, дерзкую кражу совершила шайка профессиональных воров.
План ограбления разработал вор-рецидивист Поль Мьет (Миетт), которого несколько дней содержали под стражей именно в Гард-Мёбль. Выйдя на свободу, он поделился своим планом с вором из Руана Каде Гийо (по другим источникам — Депероном). Вместе они собрали шайку уголовников. При этом некоторые члены банды находились под арестом в тюрьме Ла Форс, откуда выходили на совершение кражи и возвращались обратно.
В ночь на 11 сентября Поль Мьет с несколькими сообщниками проник в помещение хранилища, вырезав стекло в окне второго этажа. Преступники ходили по комнатам, выискивая наиболее ценную добычу. При этом они подделали печати, и охрана не заметила следы взлома. Грабители наведывались в Гард-Мёбль несколько ночей подряд, пока их в ночь на 17 сентября не вспугнул патруль национальной гвардии.
Несколько человек из преступной шайки были позднее задержаны. Главарь и четверо его сообщников были казнены в 1797 году.

## Альтернативные версии
Сразу после совершения преступления появилась версия, что за кражей драгоценностей стоят видные политические фигуры того времени. Жирондисты обвиняли в организации кражи монтаньяров, в частности Дантона. Манон Ролан в своих мемуарах, написанных незадолго до казни, пишет, что «Такое смелое предприятие может быть только делом рук дерзкого Дантона».
Монтаньяры в свою очередь винили жирондистов, но их единственным аргументом был лишь тот факт, что один из жирондистов, Ролан де Ла Платьер, был министром внутренних дел и отвечал за охрану Гард-Мёбль, которая во время ограбления была явно не на высоте.
Подозрения против Дантона более обоснованы. Дантон в августе-сентябре 1792 года занимал пост министра юстиции, в его ведении были все места заключения, в том числе и тюрьма Ла Форс, откуда так легко уходили уголовники из шайки Поля Мьета.
Существует версия, что похищенные ценности были использованы для подкупа командования прусской армией, наступавшей на Париж. Неожиданное отступление пруссаков после «канонады» у Вальми 20 сентября 1792 года мало объяснимо с военной точки зрения. Потери контрреволюционной армии были ничтожны (около 200 человек против 300 у французов). Наполеон, рассуждая о сражении при Вальми, считал отступление прусской армии загадкой.
Странное отступление можно объяснить именно подкупом командующего прусской армии герцога Карла Брауншвейгского. Об этом открыто говорили отступавшие вместе с пруссаками эмигранты — сторонники короля. На это можно увидеть намёк в речи Дантона, сказанной в Конвенте 6 сентября 1793 года, когда обсуждался вопрос, как вернуть захваченный англичанами Тулон. Дантон прямо предложил заплатить им за сдачу города, сказав: «Там, где не пройдёт пушка, проползёт золото».
После смерти герцога Брауншвейгского в 1806 году нотариус, описывая его наследство, в которое входило более 2 400 крупных драгоценных камней, обнаружил среди них несколько драгоценностей, ранее принадлежавших французским королям и украденным в Гард-Мёбль. Среди них был и Французский голубой бриллиант (алмаз Хоупа).